# 中嶋靖宏
中嶋 靖宏（なかしま やすひろ、1973年4月16日 - ）は、福岡県出身の日本の柔道家。78kg級の選手。身長172cm。

## 人物
甘木中学から柳川高校へ進むと、後に60kg級の世界チャンピオンとなる園田隆二の同期となった。2年の時には新人体重別78kg級で3位に入った。1992年に福岡大学へ進学すると、1年の時にジュニア体重別で3位、2年の時には2位となった。3年の時には講道館杯で決勝まで進むが、名張高校教員の堀越英範に敗れて2位だった。グッドウィルゲームズでは2位、体重別と正力杯では3位となった。国別団体世界一を決める第一回のワールドカップ国別団体戦のメンバーにも選ばれるが、2回戦でロシアに敗れるも、その後敗者復活戦を勝ち上がって3位になった。嘉納杯では決勝で高校時代からのライバルだった東海大学3年の中野陽一と対戦するも、終了間際に有効を取られて2位にとどまった。1996年には福岡県警の所属になると、講道館杯で3位になった。全国警察柔道選手権大会では1997年と2001年に優勝を果たした。

## 主な戦績
- 1990年 -　新人体重別　3位
- 1992年 -　ジュニア体重別　3位
- 1993年 -　ジュニア体重別　2位
- 1994年　- 講道館杯　2位
- 1994年 -　体重別　3位
- 1994年　- 正力杯　3位
- 1994年 -　グッドウィルゲームズ　2位
- 1994年 -　ワールドカップ国別団体戦　3位
- 1994年 -　嘉納杯　2位
- 1995年 - ハンガリー国際　2位
- 1996年 - イタリア国際　3位
- 1996年　- 講道館杯　3位
- 1997年 -　イタリア国際　2位
- 1997年 -　全国警察柔道選手権大会　優勝
- 1998年 -　全国警察柔道選手権大会　2位
- 2001年 -　全国警察柔道選手権大会　優勝(81kg級)

(出典、JudoInside.com)